# Topsham (Maine)
Topsham è un comune degli Stati Uniti d'America, situato in Maine, nella contea di Sagadahoc.